# RIF1
RIF1‏ (Replication timing regulatory factor 1) هوَ بروتين يُشَفر بواسطة جين RIF1 في الإنسان.